# Akashi Shiganosuke
Akashi Shiganosuke (ur. ok. 1600, zm. ok. 1649) – legendarny japoński rikishi uznawany za pierwszego w historii yokozunę. Pochodził prawdopodobnie z prowincji Shimotsuke.